# 格奥尔基·珀尔瓦诺夫
格奥尔基·塞德夫乔夫·珀尔瓦诺夫（發音：[ɡɛˈɔrɡi pɐrˈvanof]；1957年6月28日—）于2002年—2012年任保加利亚总统，出生于保加利亚西部佩尔尼克地区。毕业于索非亚大学历史系，获得历史学博士学位。1981年加入保加利亚共产党（现为保加利亚社会党）并成为当时的保加利亚共产党历史研究所研究人员，1988年晋升为高级研究员，主攻课题为19世纪末20世纪初的保加利亚民族问题、保社会民主主义运动和马其顿问题。
1991年，珀尔瓦诺夫当选为保加利亚社会党最高委员会成员和国民议会议员。1994年至1996年任社会党最高委员会副主席，1996年当选社会党最高委员会主席，并在第43届和第44届代表大会上继续当选党的主席。2001年6月，率领由15个左翼政党和运动组成的“保加利亚联盟”参加议会选举，获得议会第三大党的位置。在2001年11月举行的保总统选举中以53.13％的得票率当选为总统，并于2002年1月宣誓就职。
在2006年10月22日举行的保加利亚1989年政局剧变以来举行的第4次总统直选中格奥尔基·珀尔瓦诺夫与反对党"阿塔卡”联盟主席沃·西德罗夫均未获得50%选票，将在29日重新选举。

## 荣誉

### 外国勋章奖章
- 大象勋章（丹麦，2006年3月29日[1]）